# Maximilian von Waldburg-Wolfegg-Waldsee
Maximilian Fürst von Waldburg zu Wolfegg und Waldsee (* 13. Mai 1863 in Waldsee; † 27. September 1950 in Chur) war ein Standesherr im Königreich Württemberg. Er entstammte der Linie Waldburg-Wolfegg-Waldsee des katholischen Adelsgeschlechts der Truchsesse von Waldburg in Oberschwaben.

## Leben und Wirken
Erbgraf Maximilian war der Sohn des Fürsten Franz von Waldburg-Wolfegg-Waldsee (* 1833; † 1906) und der Fürstin Sophie (* 1836; † 1909), geborene Gräfin von Arco-Zinneberg. Seine tief religiöse Mutter prägte die Erziehung ihrer Kinder im streng katholischen Sinne. Maximilian verbrachte den größten Teil seiner Schulzeit im Jesuitenkolleg Stella Matutina im österreichischen Feldkirch. Die im Geiste der Kavalierstouren durchgeführten Reisen führten ihn bis nach Dänemark, Irland und Island.
Zu Pfingsten 1892 fand in Ravensburg der regionale Katholikentag des Volksvereins in Oberschwaben statt, bei dem Maximilian den Vorsitz führte. Auf dem  zweiten Katholikentag in Ulm 1901 war Maximilian ebenfalls Präsident.
Welchen Stellenwert die Kirche und der Katholizismus für die Mutter der Wolfegger Kinder und deren Erziehung hatte, zeigt ihre Bemerkung beim Abschied ihrer Tochter Gräfin Marie ins Kloster: „Es wäre mir ungleich schwerer, się herzugeben, wenn się geheiratet hätte.“
1897 trat Erbgraf Maximilian als Vertreter seines Vaters erstmals in die Kammer des Standesherren in Stuttgart ein. 1906 wurde er in dieser Ersten Kammer des Landtags als der neue Fürst von Waldburg zu Wolfegg und Waldsee legitimiert. In der Kammer gehörte er verschiedenen Kommissionen an, darunter  der Kommission für Gegenstände der Inneren Verwaltung, der Volkswirtschaftlichen Kommission und der Finanzkommission. Zudem fungierte er im Landtag als Schriftführer im Vorstand. Fürst Maximilian war Reichserbhofmeister der Krone Württembergs und Kapitular-Großkomtur des königlich-bayerischen St.-Georgs-Ordens.
Nach dem Ende der Monarchie 1918 verlor Fürst Maximilian mit der Abschaffung der Ersten Kammer in Württemberg sein politisches Mandat. Als Senior des Gesamthauses Waldburg und auch im Namen weiterer Standesherren versuchte er vergeblich, das vom Landtag des freien Volksstaates Württemberg am 1. April 1930 beschlossene Gesetz über die Auflösung der Fideikommisse zu kippen. Seine am 21. Mai 1930 beim Staatsgerichtshof des Deutschen Reiches in Leipzig eingereichte Klage blieb jedoch erfolglos.
Seiner großen Leidenschaft zur Pferdezucht ging Fürst Maximilian von 1901 bis 1933 als Präsident des württembergischen Pferdezuchtvereins nach. 1933 sorgten die Nationalsozialisten, gegen die er eine tiefsitzende Abneigung empfand, dafür, dass er seine Position an der Spitze des Pferdezuchtvereins aufgeben musste.
1935 wurde er Ehrenmitglied des Vereins für vaterländische Naturkunde in Württemberg.

## Ehe und Nachkommen
Erbgraf Maximilian heiratete am 26. Juli 1890 in Hořín (Melnik) Sidonie (* 12. August 1869 in Drhovl; † 24. Juli 1941 in Wolfegg), geborene Prinzessin von Lobkowitz.
Aus der Ehe Maximilians mit  Sidonie  gingen zehn Kinder hervor:
- Franz Ludwig (1892–1989) heiratete am 6. Mai 1920 in Wechselburg Adelheid (* 28. Juli 1900 in Wechselburg; † 7. Januar 1987 in Bad Waldsee), geborene Gräfin von Schönburg-Glauchau
- Georg (* 25. Dezember 1893 in Waldsee; † (gefallen am) 30. Mai 1915 in Josefowo)
- Friedrich (* 25. Mai 1895 in Waldsee; † (gefallen am)  20. September 1916 in Rancourt)
- Maria Anna (* 1. Oktober 1896 in Waldsee; † 9. Juli 1954 in Praßberg, Allgäu) heiratete am 26. April 1923 in Wolfegg Albrecht Graf von Spreti (* 3. August 1890 in München; † 8. März 1956 in Praßberg)
- Maria Sophie  (* 10. Oktober 1899 in Waldsee; † 12. Oktober 1989 in Kißlegg)
- Joseph (* 18. Mai 1901 in Waldsee; † 28. November  1972 in Ravensburg)
- Marie Henriette (* 17. September  1902 in Waldsee; † 9. Mai  1980 in Ravensburg)
- Johannes (* 10. August  1904 in Waldsee; † 17. Mai  1966 in Kißlegg) heiratete in Milleschau am Donnersberg (Böhmen) Franziska (* 18. Juni 1913 in Milleschau; † 9. April 2002 in Kißlegg) geborene Gräfin  von Ledebur-Wicheln
- Maria Elisabetha Bona  (* 10. August  1904 in Waldsee; † 13. März  1993 in Salzburg) heiratete am 16. November 1926 in Wolfegg Maximilian Hohenberg
- Heinrich (* 16. September 1911 in Wolfegg; † 25. Mai 1972 in Stuttgart) heiratete am 4. Januar 1942 in Sigmaringen Maria Antonia Prinzessin von Hohenzollern (* 19. Februar 1921 in Sigmaringen; † 11. Oktober 2011 ebenda)